# Fjerding
Fjerding er en gammel måleenhed, der angiver 1/4 af andre mål. En fjerding mil (eller en fjerdingvej) er således 1/4 mil.
I slagterisammenhæng ser man også "bagfjerding" og "forfjerding" om et kvart, parteret slagtedyr.
Begrebet anvendtes tidligere også om en købstadinddeling eller et distrikt, opstået ved firedeling af et større landområde, f. eks. i et sogn.